# Leschos z Mytiléné
Leschos z Mytiléné, též Leschos z Pyrrhy, (pode Pausania Lescheos), byl starověký řecký legendární, či pololegendární básník archaického období. Jeho vrcholné období je datováno do roku 660 př. n. l., podle některých zdrojů do konce 8. století př. n. l.. Patří mezi rané řecké epické básníky.
Byl rodákem z Pyrrhy na Lesbu, proto se nazývá též Leschos z Pyrrhy. 
Jeho epická báseň Malá Ilias rozvíjí děj Homérovy Iliady od sporu Odyssea s Ajaxem o Achillovu zbroj po pád Tróje. Podle zmínky v Prokloově Krestomathii z 5. století n. l., příběh končil přesunutím Trojského koně za hradby města. 
Někteří antičtí autoři připisují autorství Malé Iliady spartskému Kinéthonovi, nebo dokonce samotnému Homérovi.